# Liberata Mulamula
Liberata Mulamula (de soltera: Rutageruka; Muleba, 10 de abril de 1956) es una diplomática y política tanzana que se desempeñó como ministra de Relaciones Exteriores y Cooperación de África Oriental desde abril de 2021 hasta octubre de 2022. Fue nombrada por la presidenta Samia Suluhu el 31 de marzo de 2021 y asumió el cargo el 1 de abril de 2021.

## Biografía
Liberata Rutageruka nació el 10 de abril de 1956 en la pequeña localidad rural de Misenyi en el valiato de Muleba, región de Kagera en Tanzania. Tiene una hermana gemela llamada Iluminata Maerere que también se desempeñó como seara Lione del Programa de las Naciones Unidas para el Desarrollo (PNUD). Asistió a la escuela primaria localmente, comenzando a la edad de seis años. Completó su educación de nivel O en la escuela de niñas de Tabora en 1973. Luego se graduó con el equivalente a un diploma de escuela secundaria en la escuela secundaria de Mzizima en 1975, después de completar sus estudios de nivel A.
Desde 1977 hasta 1980, estudió en la Universidad de Dar es Salaam y se graduó con una licenciatura en Artes, con especialización en Ciencias Políticas y Relaciones Internacionales. Más tarde, obtuvo una Maestría en Artes en Gobierno y Política, en la Universidad de San Juan en Nueva York, en 1989. posteriormente, la Universidad de san Juan le otorgó un Diploma de Posgrado en Derecho Internacional.
La embajadora Mulamula tiene más de 35 años de experiencia como diplomática y administradora en el Ministerio de Relaciones Exteriores y Cooperación Regional de Tanzania, incluso como embajadora de Tanzania ante las Naciones Unidas en la ciudad de Nueva York, Canadá y los Estados Unidos.
Antes de retirarse del servicio diplomático en abril de 2016, se desempeñó como secretaria permanente en el Ministerio de Relaciones Exteriores y Cooperación de África Oriental, por un período de siete meses, entre mayo de 2015 y diciembre de 2015.
También se desempeñó como la primera secretaria ejecutiva de la Conferencia Internacional de la Región de los Grandes Lagos (ICGLR), con sede en Buyumbura (Burundi), desde 2006 hasta 2011. En este cargo, supervisó la paz, la estabilidad y el desarrollo en once países de la región africana de los Grandes Lagos.
Si bien Liberata es una diplomática de carrera, no entró en política hasta que el presidente Jakaya Mrisho Kikwete la nombró secretaria permanente del Ministerio de Relaciones Exteriores en 2015. Tras la repentina muerte del presidente John Magufuli, fue nombrada ministra de Asuntos Exteriores el 31 de marzo de 2021 en el 6.º Gabinete de Tanzania. Mulamula fue nominada simultáneamente como diputada del Parlamento de Tanzania (2020-2025)

## Familia
Está casada con George Mulamula y tiene dos hijos.